# Epaphroditus
Epaphroditus is een vliegengeslacht uit de familie van de roofvliegen (Asilidae).

## Soorten
- E. conspicuus (Wulp, 1872)
- E. placens (Walker, 1865)